# 罗迪卡·敦卡
罗迪卡·敦卡（羅馬尼亞語：Rodica Dunca，1965年5月16日—），生于巴亞馬雷，罗马尼亚女子竞技体操运动员。她曾代表罗马尼亚获得1980年夏季奥运会体操比赛女子团体全能银牌。